# Nicolas Krakowski
Nicolas Krakowski, né le 31 octobre 1987 à Fréjus, est un handballeur professionnel français.

## Biographie
Originaire de Fréjus, Nicolas Krakowski intègre le centre de formation de Saint-Raphaël Var Handball avant de passer professionnel au sein du club provençal en 2007. Fidèle à son club par ailleurs présidé par son père, Jean-François Krakowski, il subit trois opérations importantes au tibia entre 2016 et 2018 nécessitant une greffe osseuse. En 2018, il subit une opération au talon d'Achille. Il considère ne jamais avoir récupéré de ses blessures et, après quatorze saisons au SRVHB, décide de tirer sa révérence en tant que joueur professionnel en 2021.

## Palmarès
Compétitions internationales
- Coupe de l'EHF (C3)
  - Finaliste : 2018
  - Quatrième : 2017

Compétitions nationales
- Championnat de France
  - Vice-champion : 2016.
  - Troisième : 2012, 2015
- Finaliste de la Coupe de la Ligue en 2010, 2012 et 2014.
- Finaliste du Trophée des champions en 2015 et 2018
- Vainqueur du Championnat de France de D2 en 2007.